# Патлай, Иннокентий Акимович
Иннокентий Акимович Патлай (9 декабря 1905, Кокуй — 13 июля 1989, Москва) — советский хозяйственный, государственный и партийный деятель.

## Биография
Родился в посёлке Кокуй в 1905 году. Член ВКП(б) с 1930 года.

### Образование
С 1950 по 1953 — слушатель Высшей партийной школы при ЦК ВКП(б) / КПСС.

### Трудовая деятельность
С 1924 года - на хозяйственной, общественной и политической работе. В 1924-1961 гг. — делопроизводитель, секретарь Исполнительного комитета районного Совета, директор, начальник Политического отдела машинно-тракторной станции, 1-й секретарь Советского районного комитета ВКП(б), 2-й секретарь Амурского областного комитета ВКП(б) (в 1945–1947), председатель Президиума Хабаровского краевого Союза потребительских обществ, заместитель председателя Исполнительного комитета Хабаровского краевого Совета, инструктор Отдела партийных, профсоюзных и комсомольских органов Хабаровского краевого комитета КПСС, 1-й заместитель председателя Исполнительного комитета Хабаровского краевого Совета, 1-й секретарь Областного комитета КПСС Еврейской автономной области, заместитель начальника Управления рыбной и пищевой промышленности СНХ Хабаровского экономического административного района.
Избирался депутатом Верховного Совета СССР 5-го созыва.
Умер в Москве в 1989 году.